# 12e Bureau politique du Parti communiste chinois

Le 12e Bureau politique du Parti communiste chinois est l'organe dirigeant principal du Parti communiste chinois, élu par le Comité central du Parti, lui-même élu par le 12e congrès national du Parti, en septembre 1982. Il est remplacé par le 13e Bureau politique en novembre 1987.

## Membres
Par ordre de préséance
1. Wan Li (万里)
2. Xi Zhongxun (习仲勋)
3. Wang Zhen (王震)
4. Wei Guoqing (韦国清)
5. Ulanhu (乌兰夫)
6. Fang Yi (方毅)
7. Deng Xiaoping (邓小平)
8. Deng Yingchao (邓颖超)
9. Ye Jianying (叶剑英)
10. Li Xiannian (李先念)
11. Li Desheng (李德生)
12. Yang Shangkun (杨尚昆)
13. Yang Dezhi (杨得志)
14. Yu Qiuli (余秋里)
15. Song Renqiong (宋任穷)
16. Zhang Tingfa (张廷发)
17. Chen Yun (陈云)
18. Zhao Ziyang (赵紫阳)
19. Hu Qiaomu (胡乔木)
20. Hu Yaobang (胡耀邦)
21. Nie Rongzhen (聂荣臻)
22. Ni Zhifu (倪志福)
23. Xu Xiangqian (徐向前)
24. Peng Zhen (彭真)
25. Liao Chengzhi (廖承志)

### Autres membres
Par ordre de préséance
1. Yao Yilin (姚依林)
2. Qin Jiwei (秦基伟)
3. Chen Muhua (陈慕华)

## Comité central
Par ordre de préséance
1. Hu Yaobang
2. Ye Jianying
3. Deng Xiaoping
4. Zhao Ziyang
5. Li Xiannian
6. Chen Yun